# František John
František John (* 1. dubna 1978 Zábřeh) je český ekolog a politik, od roku 2010 starosta Zábřehu a od roku 2012 zastupitel Olomouckého kraje.

## Osobní život

### Vzdělání
V letech 1991 až 1996 studoval obor pěstitel-chovatel na Střední zemědělské škole Šumperk. Po maturitě v roce 1996 studoval v letech 1996 až 2001 na Přírodovědecké fakultě Univerzity Palackého obor Ochrana a tvorba životního prostředí, ve kterém postupně získal bakalářský a posléze i magisterský titul. V letech 2001 až 2004 poté na Fakultě sociálních studií Masarykovy univerzity ještě vystudoval obor humanitní environmentalistika a získal druhý magisterský titul. V roce 2008 navíc po absolvování rigorózní zkoušky získal titul doktora přírodních věd v oboru ekologie. Kromě toho studoval John v letech 2002 až 2009 na Katedře ekologie a životního prostředí PřF UP, přičemž v roce 2009 toto studium završil s titulem Ph.D.

### Pracovní kariéra
V letech 2005 až 2006 působil jako koordinátor zahraniční pomoci a rozvojové spolupráce v Arcidiecézní charitě Olomouc a v letech 2006 až 2010 byl referentem na odboru životního prostřední a zemědělství na Krajském úřadu Olomouckého kraje.

### Rodina
František John má tři mladší sourozence, je ženatý a se svou ženou Danielou má celkem čtyři syny, Tadeáše, Timoteje, Samuela a Michaela. Je křesťan, angažoval se v organizacích jako Sokol, Orel, Junák a dále mj. v Českém svazu včelařů, Českém rybářském svazu a v České křesťanské akademii.

## Politické působení
V komunálních volbách v roce 2002 kandidoval jako nestraník za KDU-ČSL do zábřežského zastupitelstva ze 7. místa kandidátní listiny, ale nebyl zvolen (stal se čtvrtým náhradníkem). V krajských volbách v roce 2004 poté kandidoval v Olomouckém kraji na 14. místě kandidátní listiny KDU-ČSL již jako člen strany. Nebyl zvolen, ale stal se pátým náhradníkem. O necelé dva roky později kandidoval ve sněmovních volbách v roce 2006 na 13. místě kandidátní listiny KDU-ČSL, ale nebyl zvolen. Posléze kandidoval v komunálních volbách v roce 2006 do zábřežského zastupitelstva na 3. místě kandidátní listiny KDU-ČSL. Zvolen nebyl, ale stal se prvním náhradníkem. Ještě v roce 2006 se však mandátu zábřežského zastupitele ujal. V krajských volbách v roce 2008 poté neúspěšně kandidoval na funkci zastupitele Olomouckého kraje z 22. místa kandidátní listiny strany.
Ve sněmovních volbách v roce 2010 opět neúspěšně kandidoval na funkci poslance PSP ČR ze 3. místa kandidátní listiny KDU-ČSL (strana se však do sněmovny vůbec nedostala). O několik měsíců později pak úspěšně kandidoval v komunálních volbách v roce 2010 ze 3. místa kandidátní listiny v Zábřehu. V prosinci 2010 byl navíc ve věku pouhých 32 let zvolen starostou města. Úspěšná byla i jeho následná kandidatura v krajských volbách v roce 2012, když kandidoval na 12. místě kandidátní listiny Koalice pro Olomoucký kraj společně se starosty a mandát získal díky preferenčním hlasům. John posléze kandidoval také v předčasných sněmovních volbách v roce 2013 na 4. místě kandidátní listiny KDU-ČSL v Olomouckém kraji. Zvolen nebyl, stal se prvním náhradníkem.
Ve své politické dráze pokračoval i v evropských volbách v roce 2014, kdy kandidoval na 18. místě kandidátní listiny KDU-ČSL, ale nebyl zvolen. Téhož roku v komunálních volbách v roce 2014 obhájil jako lídr kandidátní listiny KDU-ČSL ve městě mandát zastupitele Zábřehu a krátce poté také funkci starosty města. V krajských volbách v roce 2016 obhájil John mandát krajského zastupitele, když kandidoval na 10. místě kandidátní listiny Koalice pro Olomoucký kraj společně se starosty (tj. KDU-ČSL a Zelení) a mandát krajského zastupitele opět získal díky preferenčním hlasům. Ve sněmovních volbách v roce 2017 kandidoval John opět na funkci poslance, tentokrát na 2. místě kandidátní listiny strany. Stejně jako o čtyři roky dříve nebyl zvolen, ale stal se prvním náhradníkem. O rok později pak v komunálních volbách v roce 2018 obhájil funkci zastupitele města jako lídr kandidátní listiny KDU-ČSL a následně byl již potřetí zvolen zábřežským starostou.
V krajských volbách v roce 2020 John podruhé obhájil mandát zastupitele Olomouckého kraje. Tentokrát kandidoval na 16. místě kandidátní listiny subjektu Spojenci - Koalice pro Olomoucký kraj (KDU-ČSL, TOP 09, Zelení, ProOlomouc). Celkem potřetí byl do krajského zastupitele zvolen jen díky preferenčním hlasům. Souběžně s krajskými volbami kandidoval John také v senátních volbách, konkrétně v senátním obvodu č. 66 – Olomouc. Se ziskem 18,48 % hlasů skončil na třetím místě a do druhého kola voleb nepostoupil.
Po sněmovních volbách v roce 2021 dostal nabídku na funkci ministra životního prostředí, kterou však z rodinných a časových důvodů odmítl (ve sněmovních volbách téhož roku ze stejného důvodu nekandidoval). V komunálních volbách v roce 2022 obhájil jako lídr kandidátní listiny KDU-ČSL mandát zastupitele Zábřehu a následně i funkci starosty města. V krajských volbách v roce 2024 poté John obhájil funkci krajského zastupitele. Tentokrát kandidoval na 14. místě kandidátní listiny subjektu Spojenci24 s vámi (KDU-ČSL, TOP 09, Strana zelených, Nestraníci) a stejně jako ve všech dalších kandidaturách do krajského zastupitelstva Olomouckého kraje byl zvolen zastupitelem díky preferenčním hlasům.
V rámci svého působení v KDU-ČSL se stal předsedou místní organizace v Zábřehu, předsedou okresního výboru strany pro okres Šumperk a místopředsedou krajského výboru strany Olomouckého kraje. V letech 2017 až 2020 působil jako náhradník v Evropském výboru regionů. V roce 2019 začal působit v radě Svazu měst a obcí České republiky.